# Prismas de hielo
Los prismas de hielo, también llamados polvo de diamante, están constituidos por cristales de hielo con forma de agujas o láminas, tan menudos que parecen suspendidos en el aire. Estos cristales pueden caer de una nube o del cielo despejado.
Este fenómeno meteorológico también se conoce simplemente como cristales de hielo y se informa en el código METAR como IC. El polvo de diamante generalmente se forma bajo cielos que de otra manera estarían despejados o casi despejados, por lo que a veces se lo denomina precipitación de cielo despejado. El polvo de diamante se observa con mayor frecuencia en la Antártida y el Ártico, pero puede ocurrir en cualquier lugar con una temperatura muy por debajo del punto de congelación. En las regiones polares de la Tierra, el polvo de diamante puede persistir durante varios días sin interrupción.

## Formación
Estos cristales de hielo generalmente se forman cuando hay una inversión de temperatura en la superficie y el aire más cálido sobre el suelo se mezcla con el aire más frío cerca de la superficie. Dado que el aire más cálido contiene con frecuencia más vapor de agua que el aire más frío, esta mezcla también suele transportar vapor de agua al aire cerca de la superficie, lo que hace que aumente la humedad relativa del aire cercano a la superficie. Si el aumento de la humedad relativa cerca de la superficie es lo suficientemente grande, se pueden formar cristales de hielo.